# Katona József Színház (Budapest)
A Katona József Színház 1982 őszétől önálló társulattal rendelkező színház Budapesten.

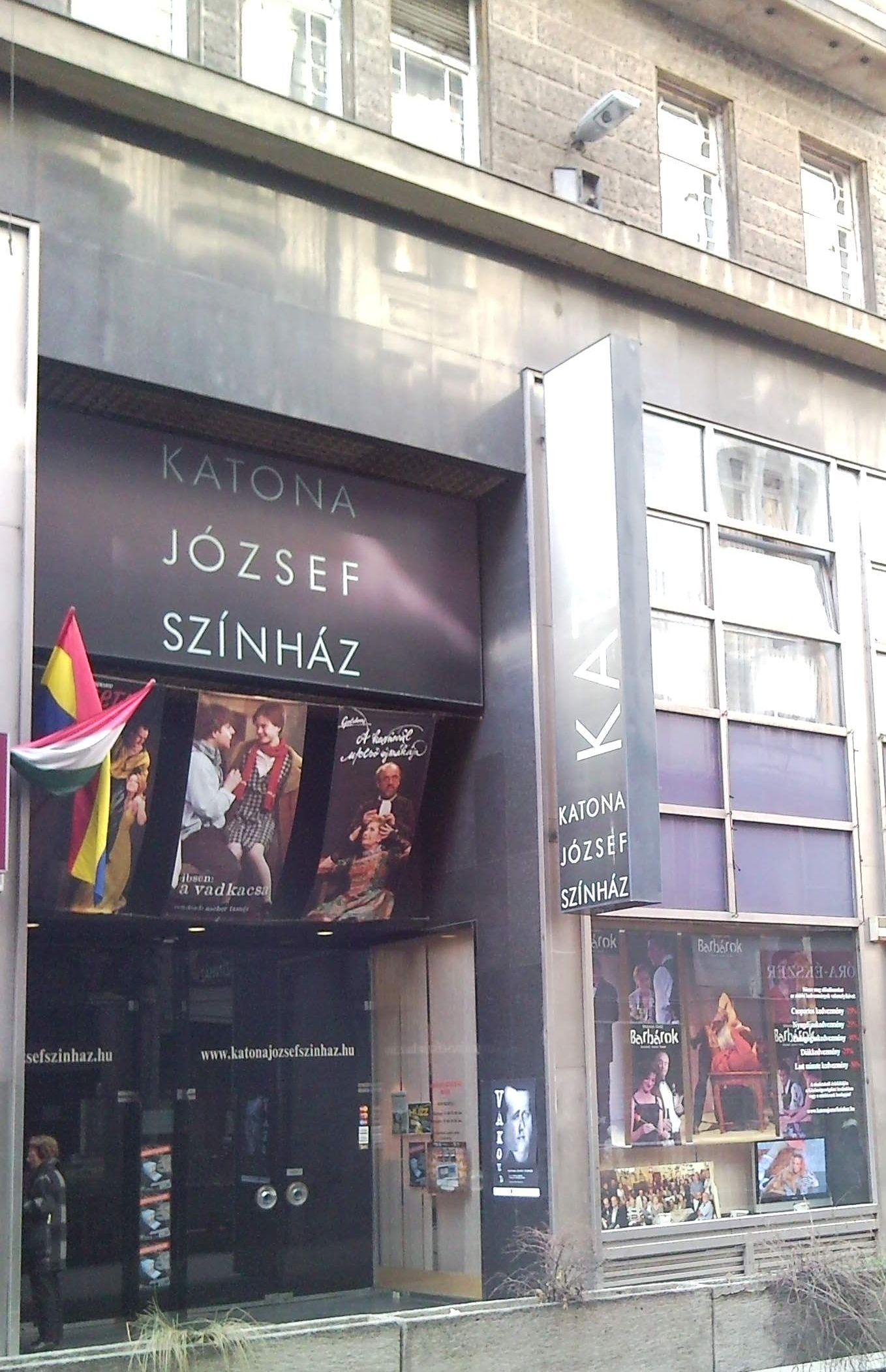
A színház portálja 2009. február

## Az épület

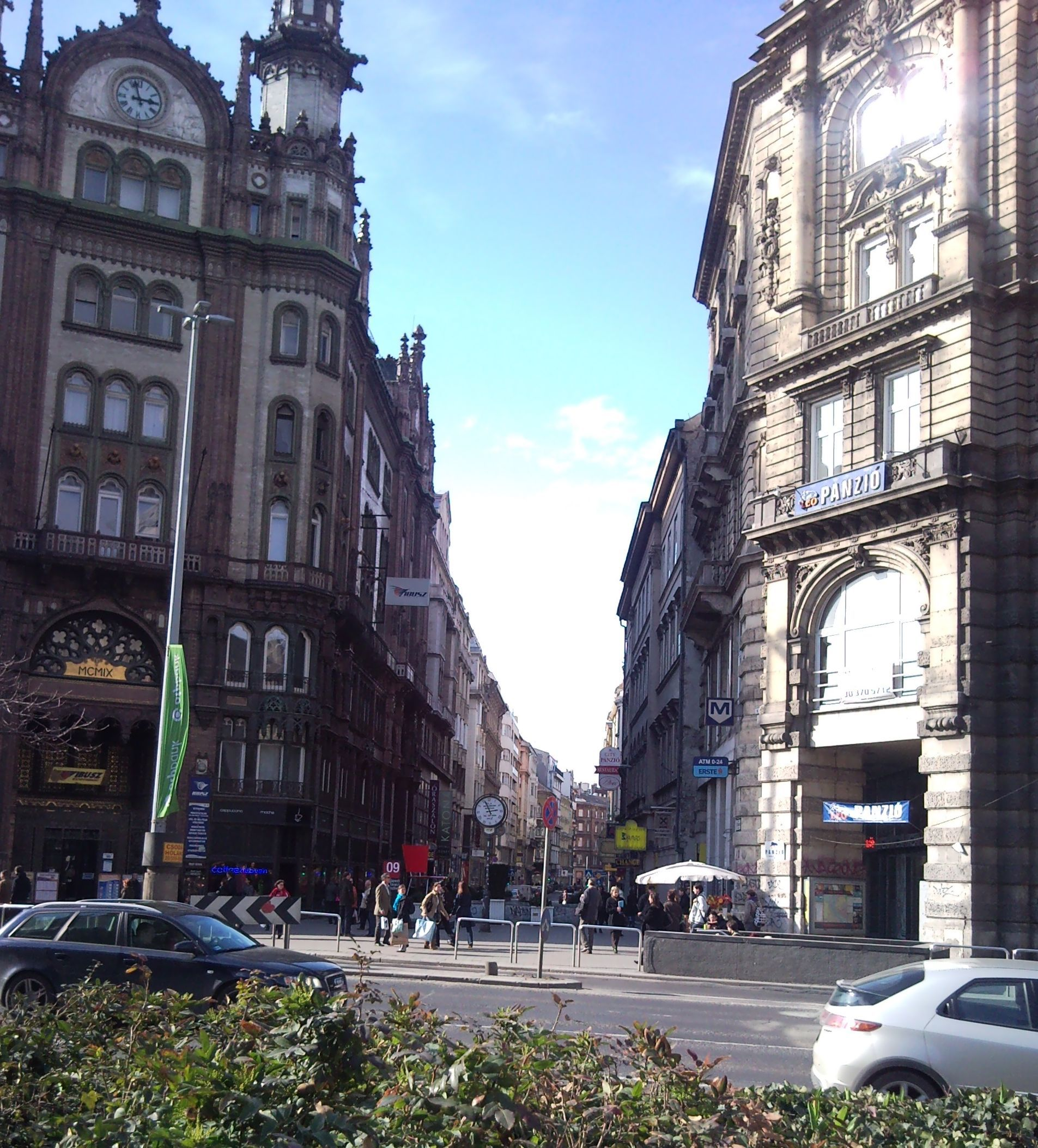
A Petőfi Sándor utca, 2009-ben
A színház cégére az utcai óra mögött

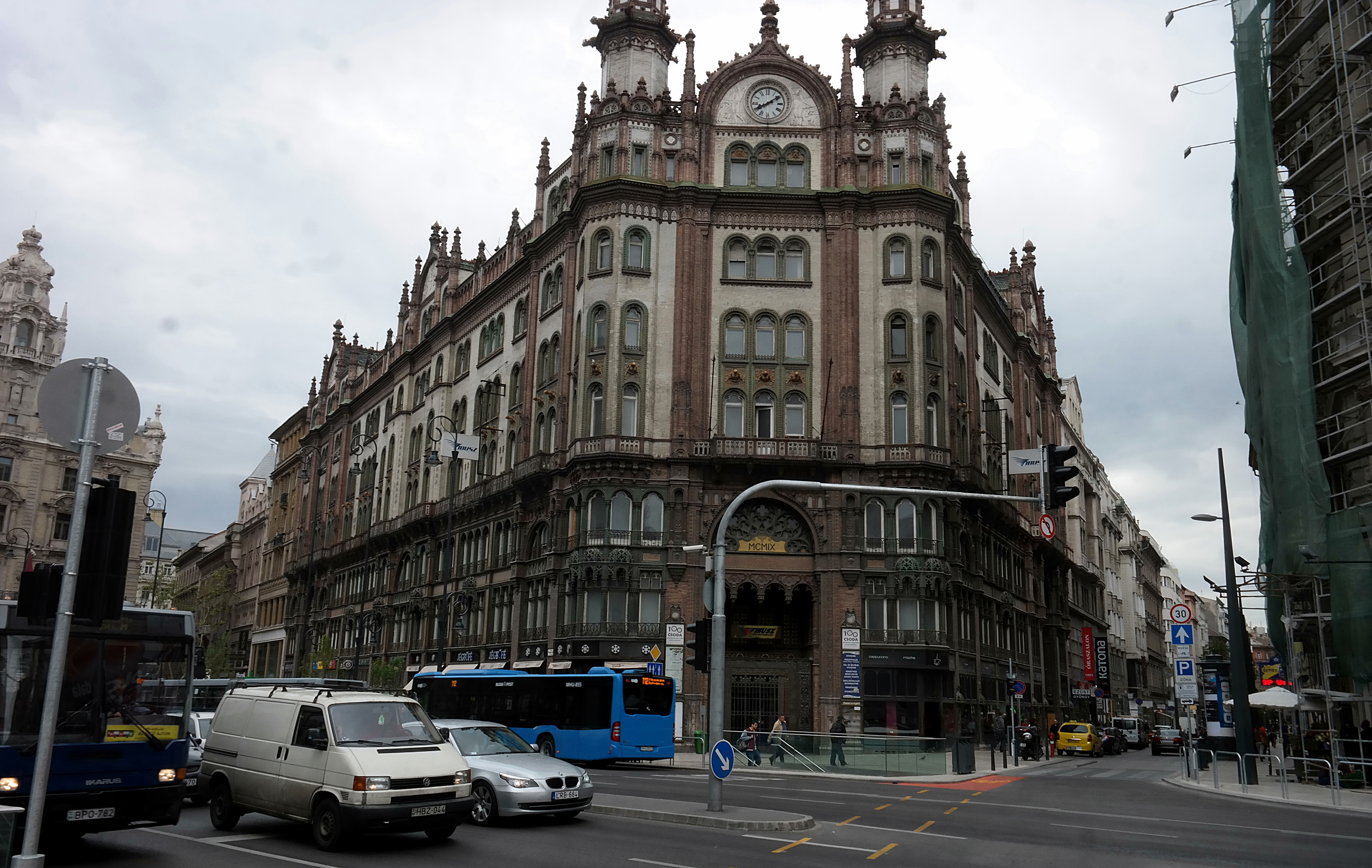
A második belvárosi rekonstrukció után
2014. április

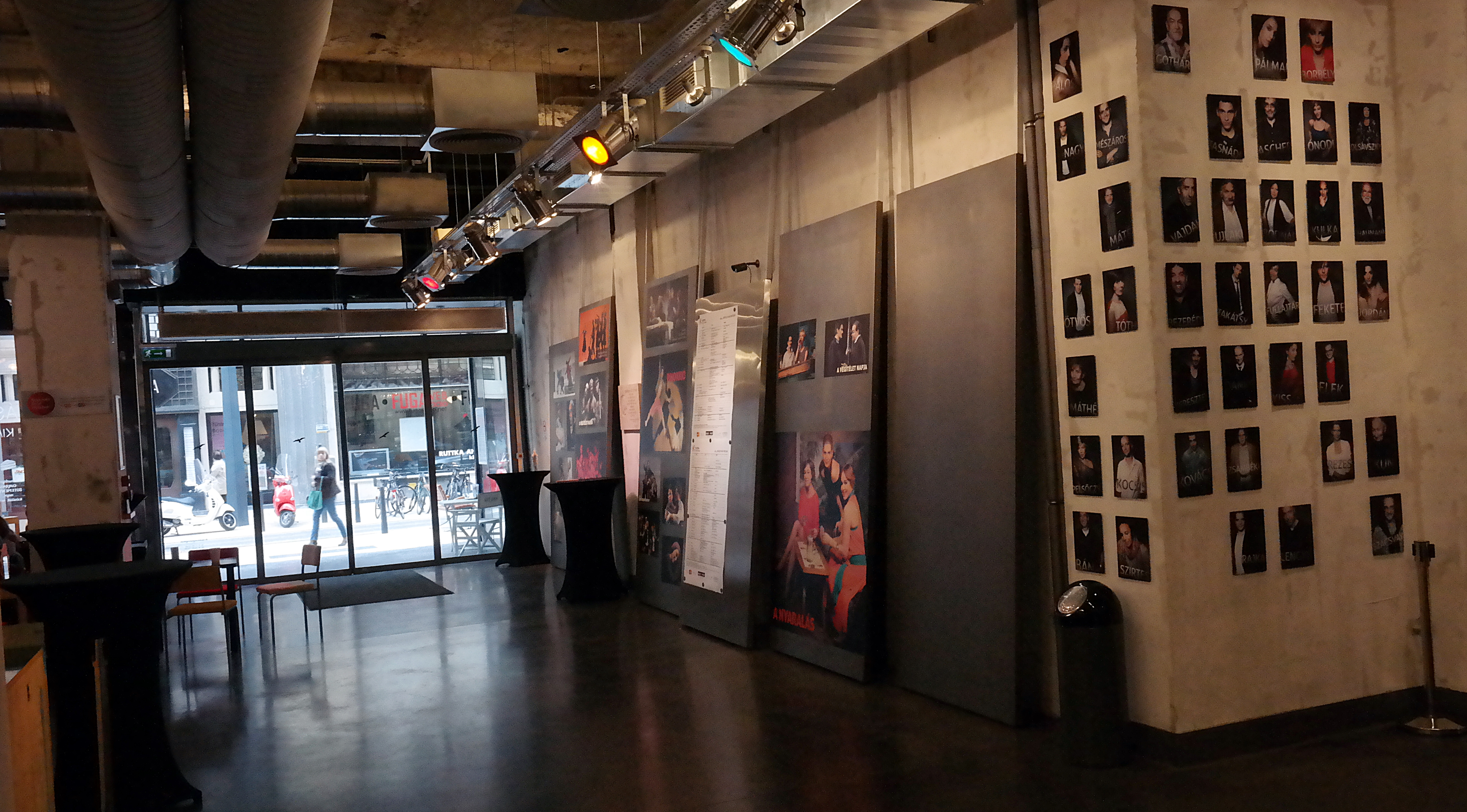
K:antin
a 2012-ben átépített fogadótér

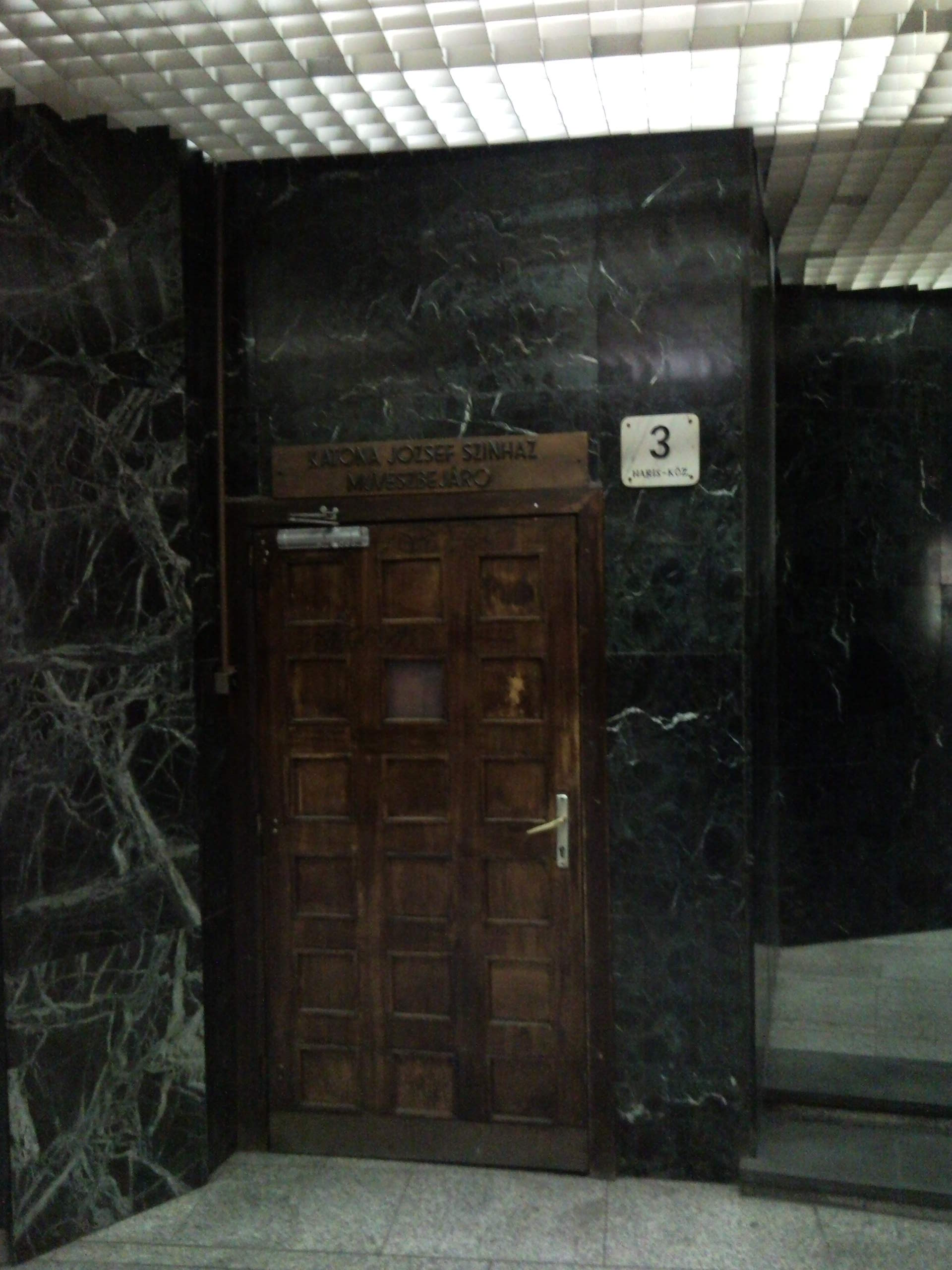
A művészbejáró a Párizsi udvarból

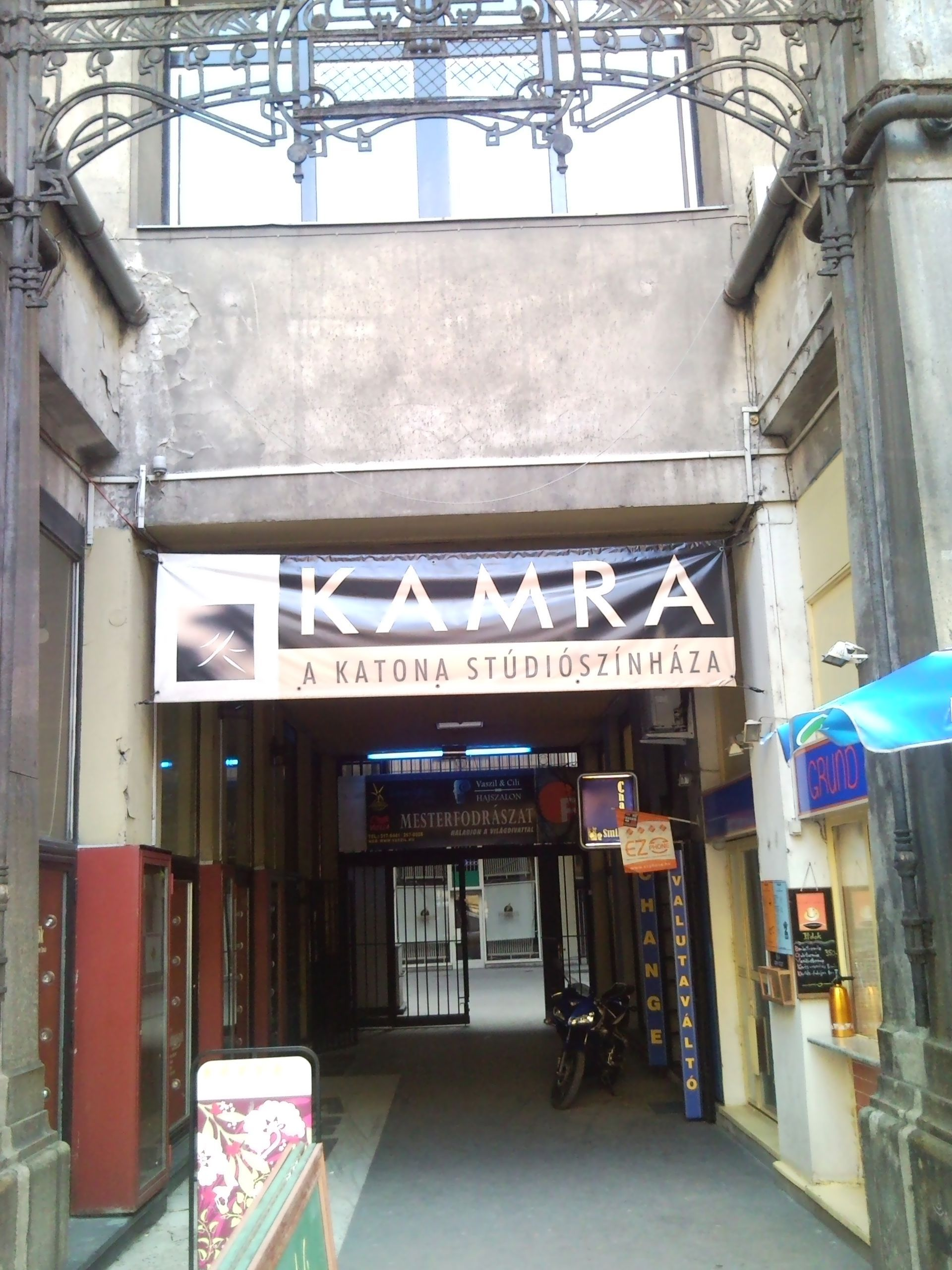
A Kamra: a stúdiószínház
Balra az első ajtó

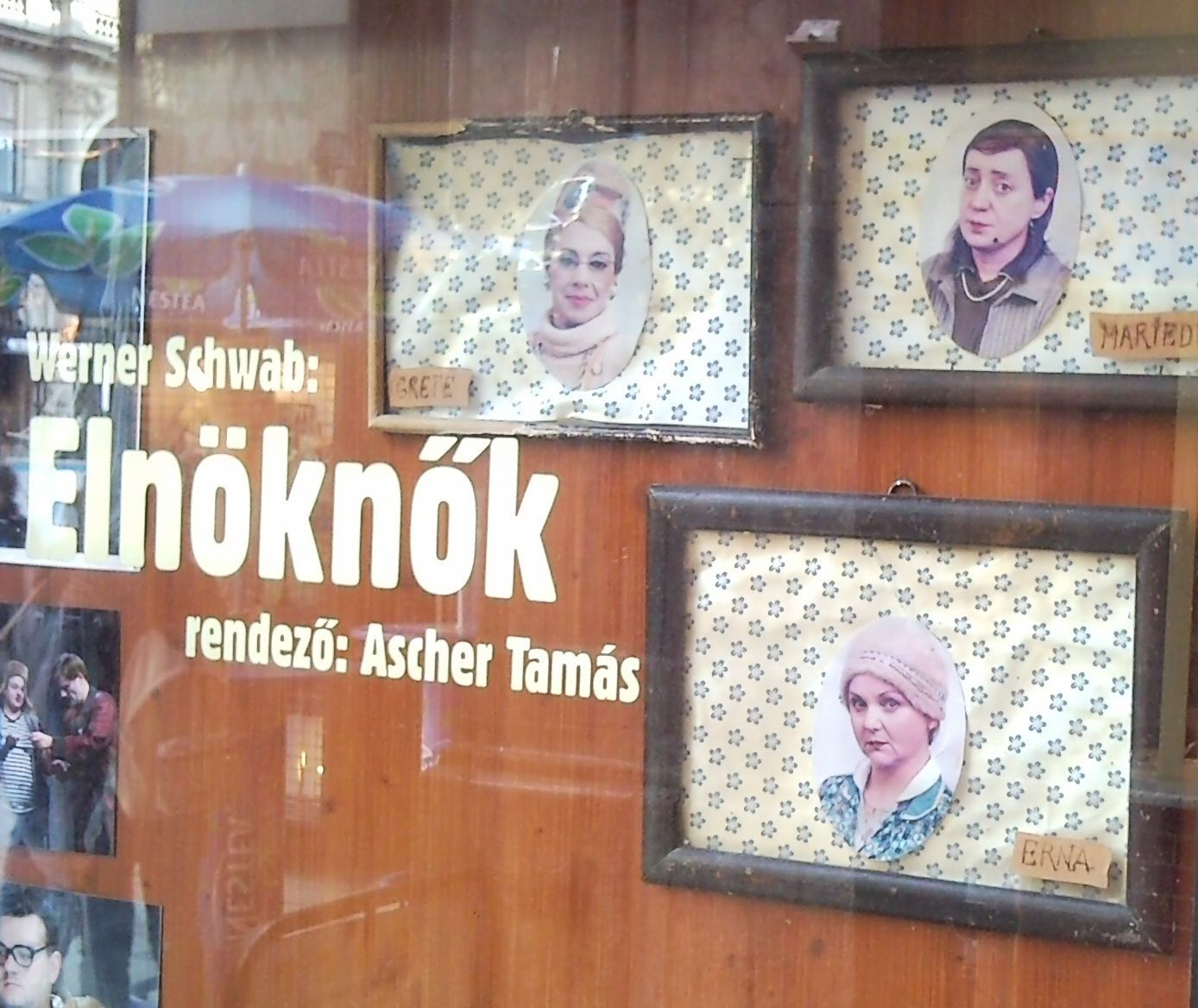
"A három grácia"

### Jellemzése
Megbúvik a Petőfi Sándor utcában a bérházak közt, majd előtűnik mint modern kőszínház, majd megint elmerül a pincék és a passzázs félhomályában, ahogyan Nádasdy Ádám találóan jellemzi:
Milyen különös összefüggés, hogy a legszínházabb színháznak van a legszínháztalanabb épülete. Épület?… Újból és újból elcsodálkozom, hogy e bejárat mögött színház működik. Inkább emlékeztet egy finom metrólejáratra, abból a fajtából, amelyet Kaufhof vagy Marks and Spencer csináltat, hogy az áruházból közvetlenül le lehessen jutni a metróba. Közben kis kirakat, kis büfé. Tudom, nem minden színháznak van igazi épülete, de a Radnóti vagy a Madách Kamara mégiscsak színházszerű. Ez meg? Bérházak gyomrában, zegzugos lépcsőkön eldugott öltözők, aztán az ember egyszer csak megszeppen, hogy egy színpadon találja magát. Az alagsori büfé egészen tragikus, csupa lemosható műmárvány, premier után senkinek sem akaródzik lemenni bulizni, inkább osonnak keskeny járataiban. De van egy hosszú, titokzatos folyosó, amelyik a pincéből fut hátrafelé, és ha nem véti el az ember, akkor valahol a hajléktalanok között, a passzázsban jön föl. Olyan, mint az Orfeo Negro című filmben, mikor a fiú keresi a nőt a hullaházban. Szerelem és halál. Álombéli metróállomás, és még mindig nem akaródzik neki bevallani, hogy felnőtt kőszínház.

### Története
Az egykori Koronaherceg – ma Petőfi Sándor – utca 6. számú bérpalota udvarán épült szecessziós stílusban, Falus Elek és Herquet Rezső tervei alapján. Eredetileg mozinak szánták, de erre a célra működési engedélyt nem kapott. Bárdos Artúr kitartása azonban eredményt hozott, előbb kabarét, majd „igazi színházat” vezethetett. A színház rossz logisztikai adottságai ellenére is, korszerű intézménynek számított. Nézőtere bensőséges, a kor elvárásainak maximálisan megfelelt.
Itt létesült az Osztrák–Magyar Monarchiában először (1916) forgószínpad. 1975 és 1981 között Siklós Mária és Fehérvári Sándorné tervei alapján átépítették. Belső terét megváltoztatták, ledózerolták a páholyokat, a hagyományos századeleji díszítések, és minden eltüntettek, ami az eredeti szecessziós stílusú belső térbe beleillik. A színpad fizikai adottságain lényegesen nem tudtak változtatni, de több, elsősorban világítás- és hangtechnikai korszerűsítést végrehajtottak. Mindezek alapján „korszerű” minősítést kapott az épület, annak ellenére, hogy a beázásveszélyt csak évekkel később tudták felszámolni.

## Korábbi önálló társulatok

### Modern Színpad (1916–1917)
A Modern Színpad, Bárdos Artúr és társulata 1916. november 18-án költözött a Koronaherceg utcába. Kockázatos volt ezen a környéken színházat nyitni, ezért az első bemutatók plakátján még hivatkoztak az egykori Andrássy úti kabaréra. A siker a vártnál nagyobb lett, táblás házak előtt mentek az előadások. Problémát – a nagy konkurencia mellett – a nívós kabarészámok biztosítása jelentett. Ez, valamint érdeklődése egyre inkább színház felé terelte Bárdos figyelmét.

## A „Nemzeti” Kamaraszínháza (1951–1982)
Az államosított színház két szezonban változatlan néven és önálló társulattal működött. 1951-ben a Nemzeti Színházhoz csatolták. Kezdetben a nagy színpadról hoztak át előadásokat. Ezek kudarcra ítélt kísérletek voltak, idő kellett a kamaraszínházi stílus kialakításához. A Katona József Színházban folytatta (1951) Shaw Warrenné mestersége című darabjával 1947-ben megkezdett sikersorozatát Ladomerszky Margit. Visszavonulásáig közel hatszázszor játszotta a címszerepet.
A darabot 1967-ben Mezey Mária kedvéért is felújították, betegsége miatt azonban – a nagy siker ellenére – ritkán került színre. Itt kezdődtek rendezői sikerei Iglódi Istvánnak. 1968-ban ő rendezte Zorin, Varsói melódia című művét. A „könnyű kis darab” Törőcsik Mari első színházi kiugrása volt. A kritika és a közönség is elragadtatással beszélt az alakításáról. Partnere Sztankay István volt. Itt mutatták be 1971-ben Csurka István Döglött aknák című darabját. Ezt szintén Iglódi rendezte, de ő állította színpadra Vészi Endre: Üvegcsapda (1969) valamint Bulgakov: Iván, a rettentő és Álszentek összeesküvése (1971) darabjait is.

### További bemutatók (válogatás)

#### Klasszikusok
- Molière: A fösvény (1951); (1967); Képzelt beteg (1954); Urhatnám polgár (1960); Dandin György (1964)
- Shakespeare: Sok hűhó semmiért (1952); Minden jó, ha jó a vége (1961); A makrancos hölgy (1964)
- Ben Jonson: Volpone (1953)
- Machiavelli: Mandragóra (1957)
- Lope de Vega: A furfangos menyasszony (1963)
- Shaw: Pygmalion (1953); Candida (1959); Barbara őrnagy (1960); A szerelem ára
- Sartre: Főbelövendők klubja (1956)

#### Kortárs
- Osborne: A komédiás (1957)
- Leon Kruczkowski: A szabadság első napja (1959)
- Majakovszkij: Gőzfürdő (1964)
- Arbuzov: Az Arbát meséi (1971)
- Max Frisch: Biederman és a gyújtogatók (1960)
- Miroslav Krleža: Léda (1965)
- Pirandello: Az ember, az állat és az erény; Ahogy szeretsz (1972)
- Dürrenmatt: Play Strindberg (1973)

#### Magyar
- Csokonai Vitéz Mihály: Az özvegy Karnyóné (1953)
- Illyés Gyula: Tűvétevők (1953)
- Déry Tibor: Talpsimogatók (1954)
- Mikszáth Kálmán: Sipsirica (1956)
- Karinthy Ferenc: Szellemidézés (1957)
- Gádor Béla: Lyuk az életrajzon (1958)
- Csiky Gergely: Mákvirágok (1961)
- Szigligeti Ede: Liliomfi (1962)
- Németh László: Az utazás (1962)
- Tabi László: A nagy mutatvány (1962)
- Tersánszky Józsi Jenő: A kegyelmes asszony portréja (1969)
- Szakonyi Károly: Hongkongi paróka (1973)

A színház teljes felújítása öt évig tartott. 1981-ben, az újjá varázsolt teátrum Jókai Mór: Thália szekerén – A komédiás had, avagy Thespis kordéja – című művével nyitotta az utolsó „nemzetis” szezont.

## Ismét önálló társulatként 1982-től (Az első 25+1 év)

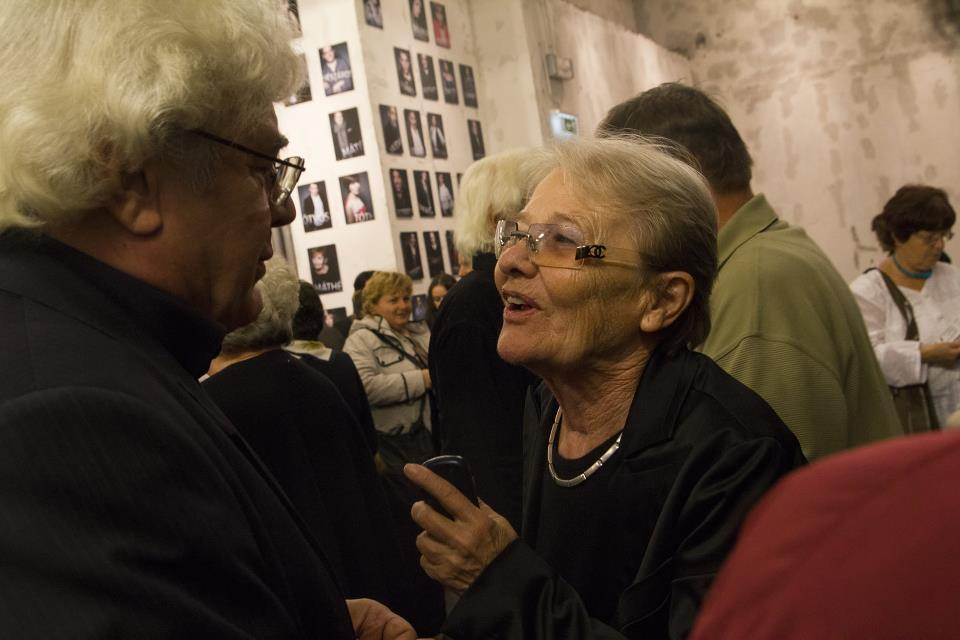
2012: Harmincéves jubileum
Székely Gábor és Törőcsik Mari
Kékes Szaffi felvétele

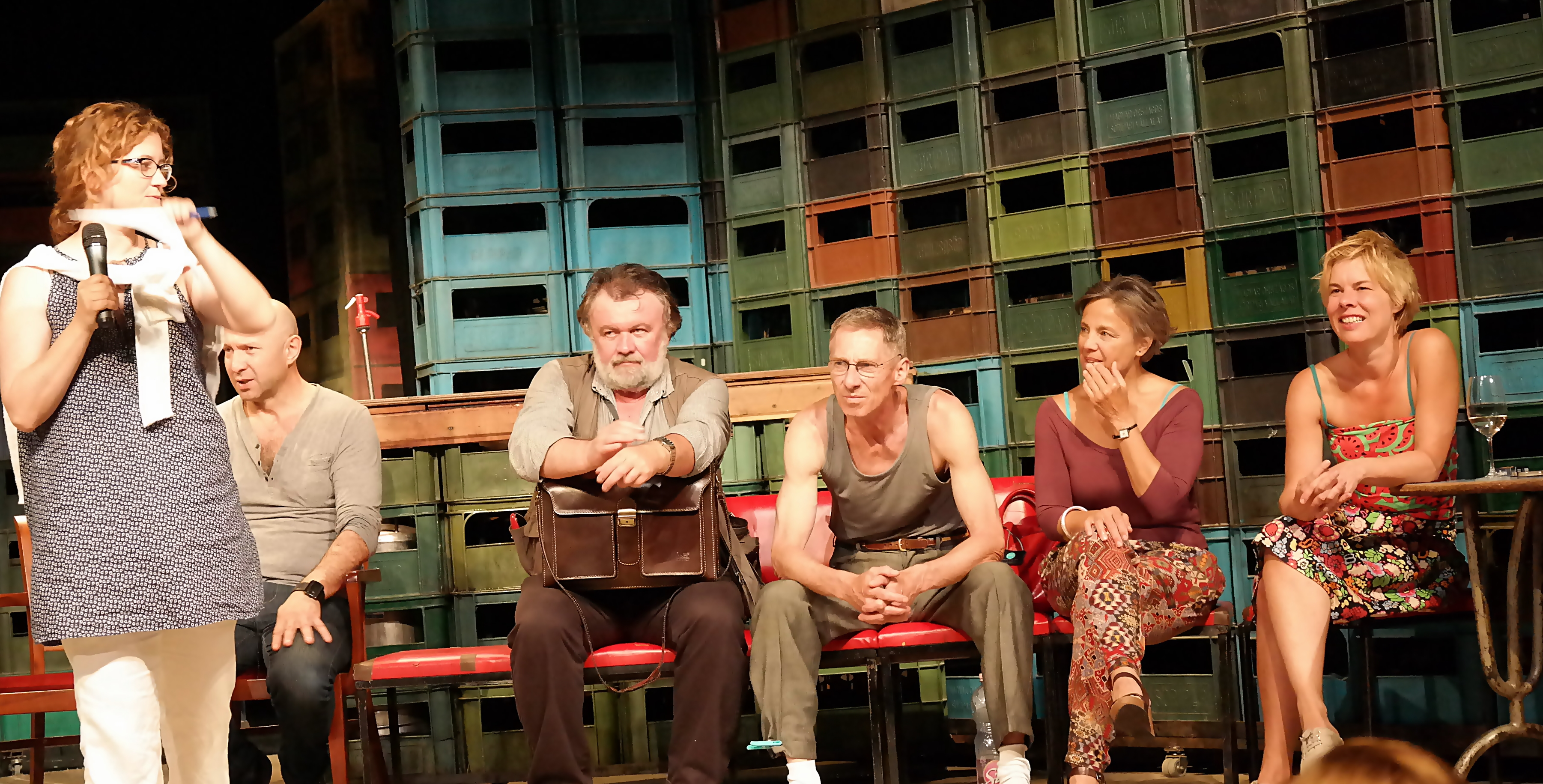
Közönségtalálkozó a Portugál DVD megjelenésekor

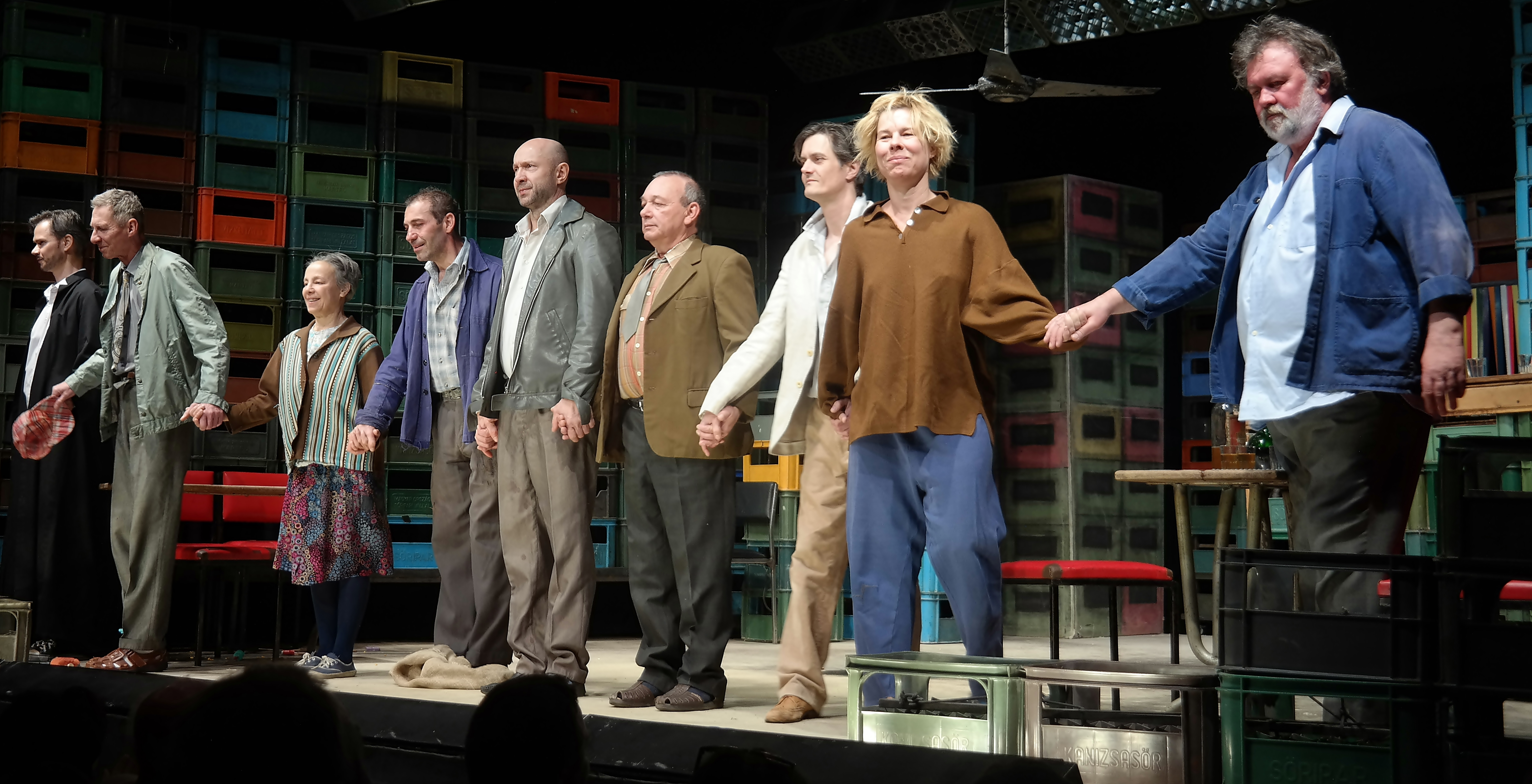
A négyszázadik előadás tapsrendje.
Egressy Zoltán: Portugál 2017. március 26.

### A megalakulás előzményei
Az 1970-es években vidéki (Kaposvári Csiky Gergely Színház, Szolnoki Szigligeti Színház) valamint alternatív (Manézs, Szegedi Egyetemi Színpad, Universitas ...) műhelyekben a kritikusok és egyre szélesebb közönségréteg által elismert munka folyt. A fővárosban az újítók közé tartozott a 25. Színház, de a körúti „két nagy”, a Víg- és Madách-színházban – Várkonyi Zoltán és Ádám Ottó vezetésével – adottságaiknak megfelelően próbálták megújítani a magyar színházi nyelvet, melyet kelet-közép-európai vonatkozásban sem lehetett korszerűnek nevezni. Kudarcot vallott minden kísérlet, amely a Nemzeti Színházat szerette volna megreformálni. 1978-ban már nem lehetett figyelmen kívül hagyni a kaposvári és szolnoki törekvéseket, ezért ezek eredményeit próbálták integrálni a megújulni képtelen első számú színházba. Az említett két társulat vezetője – Székely Gábor és Zsámbéki Gábor – kapott felelős beosztást a színháznál és a vidéki teátrumok több vezető művészét is szerződtették.
A kísérlet nem sikerült, A negyedik szezonban az igazgató Sziládi Jánost koncepciós üggyel menesztették. Helyére Malonyai Dezső, művészeti vezetőnek Vámos László érkezett. Vámosban Székelyék tanárukat tisztelték, de nyilvánvaló volt, hogy színházról vallott nézeteik gyökeresen eltértek. A váltás a visszarendeződés biztos jele volt, ezért Székely és Zsámbéki távozott a színháztól. Érdemes azonban egy kicsit a politikát is górcső alá venni.
Az 1981/82-es színházi évad közepén a Nemzeti Színházban politikai, szakmai okok, és nem utolsósorban a vezető művészek többségének ellenállása miatt Székely Gábor és Zsámbéki Gábor helyzete lehetetlenné vált, ezért önként lemondtak vezető posztjukról és megváltak a társulattól. Politikai játszmák és alkuk eredményeképpen azonban lehetőséget kaptak egy új önálló társulat létrehozására. A tagok nagy része már az elmúlt négy év közös munkája alapján kiválasztódott.
Már a Nemzetiben megvalósultak olyan előadások, amelyek a későbbi „Katona” követelményrendszere – Erőteljes színészek, erőteljes rendezői megfogalmazásban, egységes keretben, egységes gondolatot közvetítenek. – alapján jöttek létre. Csehov ritkán játszott komédiája A manó került színre az első, bemutatkozó előadáson. Az orosz klasszikus szerző darabjai közül egy-egy minden szezonban repertoáron volt, melyekkel a teátrum külföldön is nagy sikerrel vendégszerepelt. További klasszikusok (Shakespeare, Molière) darabjai mellett, a kortárs drámairodalom legjobb alkotásai is színre kerültek. Több mint három évtized alatt tagként, vendégként több száz művész kötődött a „Katona” műhelyéhez köztük neves és először itt bemutatkozó drámaírók.

### IdézetekNánay IstvánIndul a Katonacímű tanulmányából
„1982 a színházi életben (is) '81-gyel kezdődött. Nemcsak abban az értelemben, hogy minden konkrét esemény csak és kizárólag egy adott folyamatban értelmezhető – esetünkben például egy premier, annak sikere vagy sikertelensége, egyáltalán a hatása nem szakítható ki az évad egészéből, amely szeptembertől júniusig tart, hanem mindenekelőtt azért, mert minden, ami '82-ben történt, csak az 1981. decemberi lengyelországi puccs tükrében vizsgálható. A hatalom lépései és ellenintézkedései éppen úgy, mint a szamizdattevékenység felerősödése, avagy a színházak darabválasztása és előadásai. S hogy ne legyen ilyen egyszerű a képlet, a '82-es történéseket egy másik esemény is befolyásolta: Brezsnyev novemberi halála."
„Mindebből következően a kultúrpolitika ebben az évben egyrészt ismét drasztikus le- és felszámoló intézkedéseket foganatosított, másrészt érthetetlennek tűnő engedményeket tett – mintha valami zavar, összehangolatlanság mutatkozott volna az ideológiai irányításban."
„Az év elején még nem érződött ez a zavar, minden ment a maga megszokott módján: a hatóságok felügyeltek, a színházak pedig igyekeztek kijátszani a felügyeletet. A játékszabályok ismertek voltak. Különösebb meglepetést nem keltett, hogy Paál István például Szolnokon úgy rendezte meg a Hamletet, hogy Szellemként a Polonius utasításait követő Színészkirály lépett fel, tehát a Kovács Lajos személyében megjelenő, már ruházatában, viselkedésében is különös, leginkább a kor nonkonformista értelmiségijét idéző Hamlet a királyi udvar, azaz a Hatalom manipulációjának áldozata volt, és persze nem volt meglepő az sem, hogy az Agit-Prop. Bizottság ülésén nem a rendezői koncepció következetlenségei, hanem e koncepcióból kiérződő „ideológiai bizonytalanság” miatt bírálták az előadást. Még inkább rosszallották, hogy Kaposváron a III. Richardot Babarczy László „tendenciózusan aktualizálta”, s a címszereplőben egyértelműen Jaruzelskire lehetett ráismerni."
„Az Agit-Prop. Bizottság műsortervi értekezletein felháborítónak találták, hogy a színházak előzetes műsortervében nyolc(!) lengyel dráma szerepel: Gombrowicz, Krasinski, Rózewicz, Witkiewicz, Zapolska egy-egy darabja mellett Mrożektől három. Nem elég, hogy állandósult az angolszász darabok „műsortervi túlreprezentáltsága”, hogy olyan két világháború közötti sikerdarabokat akartak egyesek bemutatni, mint Herczeg Ferenc Kék rókája, hogy Háy Gyula darabjait több színház is műsorára szerette volna venni, még ez a lengyel dömping is, ami már egyenesen provokációnak tűnt. Redukálták is a lengyel bemutatók számát."
„S ha már a műsorengedélyezéseknél tartunk: az akkor még a Népszínházhoz tartozó Várszínházban a Szolnokról vendégnek hívott Kerényi Imre megrendezhette a több évig visszatartott Csíksomlyói passiót, ami az évad nagy eseménye lett, s hosszú évekre a Nemzeti repertoárjára is felkerült.”
„A Katona akkor jött létre, amikor a régi rendszer már erőtlen volt, és nem tudta igazán működtetni a maga cenzúráját. Ha a politikai éberség még a régi lett volna, akkor már azt sem engedték volna, hogy ennyi tehetséges ember összegyülekezzen. Mert abban korábban mindig nagy veszélyt szimatoltak. És a Katona akkor sem jöhetett volna létre, amikor már a pénz kezdett a mindenható úr lenni a színházban is…”
„A '82-es év kiemelkedő színháztörténeti eseménye volt a Katona József Színház létrejötte. Ez egy politikai játszma és alku eredménye volt, amelynek főszerepeit Aczél György és Pozsgay Imre játszották.”

### Az indulás
Ebben a helyzetben a legfelső, illetve a kulturális vezetés nem merte vállalni, az eredményesen dolgozó művészek teljes háttérbe szorítását. Félő volt, hogy a szakma illetve a közvélemény ennek politika felhangot is ad és nem szimpla intézményen belüli torzsalkodásként kezeli az ügyet. Néhány hetes, hónapos hallgatás után Székely és Zsámbéki lehetőséget kapott egy önálló társulat létrehozására és választhattak a Várszínház és az egy éve felújított Petőfi Sándor utcai épület között. Pozsgay Imre hatalomból való kiszorítása előtti egyik utolsó intézkedése a színház alapító okiratának aláírása volt.
Az alapító tagok jelentős része a Nemzeti Színházból verbuválódott, köztük azok is akik az elmúlt négy évben Szolnokról illetve Kaposvárról, a megújító folyamat részeseiként érkeztek. A „fiatalokkal” tartott Major Tamás és Gobbi Hilda is, akik korábban „vérüket adták’ volna a nemzetiért. Az alapítók korelnöke Sarlai Imre volt; a legfiatalabbak, Csonka Ibolya és Puskás Tamás a főiskoláról érkeztek. Az induló repertoár kialakítása komoly gondot jelentett. Egyeztetési és egyéb problémák miatt a Nemzetiből darabot nehéz volt átvenni. Számos nagy sikerű darab, köztük a Ljubimov által rendezett Háromgarasos opera esett áldozatul a szétválási procedúrának.
A teátrum első igazgatója Székely Gábor volt. Őt Zsámbéki Gábor követte az igazgatói székben, aki több mint két évtizedig vezette a színházat. 2011. február 1-jén Máté Gábor váltotta Zsámbéki Gábort a direktori poszton. Lásd még: 2015. szeptember 30-án a Fővárosi Közgyűlés az egyedüliként induló Máté Gábor pályázatát elfogadva, 2021. január 31-ig igazgatói megbízatását megerősítette.
A társulat 1985-ben szerepelt először külföldön, azóta öt világrész, negyven országában megfordult.
A Nemzeti Színházból átvett darabok:
- Budapest Orfeum (Orosz István, Benedek Miklós és Szacsvay László összeállítása)
- Kornis Mihály: Halleluja
- Carlo Goldoni: Két úr szolgája
- Füst Milán: Boldogtalanok
- Carlo Goldoni: Mirandolina
- Euripidész: Oresztész

A Játékszínből átvett előadás
- Mrożek: Emigránsok

A színház 1982. október 15-én tartotta első bemutatóját. Csehov A manó című darabja került színre. A Menekülés és a Stílusgyakorlatok mellett ez az előadás szerepelt az első külföldi vendégjáték műsorán, Prágában.
1991. december 19-én a Hamlettel új játszóhelyet, a Kamrát avatták. A névadó, keresztanya Básti Juli volt. Az új játszótér kialakításába, a Magyar Televízió is -egy barter ügylet keretében- besegített. Négy-öt millióval szálltak be az üzletbe. Ellentételezésként a színház néhány előadását rögzíthették, nézők nélkül, stúdiószerű kamera beállításokkal.
A „Katona” a közönségkapcsolatokat új alapokra helyezte. Elsőnek az országban mellőzte a bérletes rendszert. Denke Emma irányításával kialakította a pártoló tagok körét. Az ide belépettek elsőnek értesültek a következő havi műsorról, telefonon jegyet foglalhattak. A rendszer kidolgozóinak számítása bevált, a pártoló tagok környezetük inspirálásával spontán közönségszervezővé váltak, ennek megfelelően a jegyek jelentős része már elővételben elkelt.
A táblás házak ellenére a színház, az előadások kezdete előtt közvetlenül állóhelyet is kiadott. Erről Lőrinczy Attila drámaíró így emlékezik:
…Minthogy azonban könnyebb volt a tevének ama tűfokán, mint földi halandónak a jegyszedők sorfalán áthaladni, a bejutási technikák változatos formái fejlődtek ki. 
Az ötlettelenebbek már fél hét előtt rátapadtak a pénztár üvegkalitkájára… Merészebb kortársaim a kedvező elbírálás reményében főiskolásnak hazudták magukat…

Működtek a klasszikus megoldások is, például a tömeggel való besodródás…
Aztán elérkezett az aranykor. Az egyik este meghallottam ugyanis, hogy a nézőtéri felügyelőt Györgyikének hívják, s akkortól én e titkos tudással próbáltam visszaélni…

## Társulat (2024/2025)
A színház társulata:

### Igazgató
- Máté Gábor

### Művészeti tanács
- Ascher Tamás
- Székely Kriszta
- Zsámbéki Gábor
- Tarnóczi Jakab

### Dramaturg
- Török Tamara
- Szabó-Székely Ármin

### Színészek
- Bán János
- Bányai Kelemen Barna
- Bezerédi Zoltán
- Béres Bence
- Bodnár Erika
- Borbély Alexandra
- Dankó István
- Elek Ferenc
- Fekete Ernő
- Fullajtár Andrea
- Gloviczki Bernát
- Jakab Balázs
- Jordán Adél
- Kanyó Kata
- Keresztes Tamás
- Kiss Eszter
- Kocsis Gergely
- Lengyel Benjámin
- Máté Gábor
- Mentes Júlia
- Mészáros Béla
- Ónodi Eszter
- Pálmai Anna
- Pálos Hanna
- Pásztor Dániel
- Pelsőczy Réka
- Rajkai Zoltán
- Rezes Judit
- Rujder Vivien
- Szacsvay László
- Szirtes Ági
- Takátsy Péter
- Tasnádi Bence
- Tóth Zsófia
- Ujlaki Dénes
- Vajdai Vilmos
- Vizi Dávid

## Igazgatói
|  | Székely Gábor (1982–1989)  |
|  | Zsámbéki Gábor (1989–2011) |
|  | Máté Gábor (2011–2026)     |
|  | Székely Kriszta (2026-)    |

## A színház vonzáskörzetében

### Alapítók
- Balkay Géza
- Bán János[Mj. 1]
- Benedek Miklós
- Bodnár Erika
- Cseh Tamás
- Cserhalmi György
- Csomós Mari
- Csonka Ibolya
- Dörner György
- Duró Győző (dramaturg)
- Eperjes Károly
- Fodor Géza (dramaturg)
- Gáspár Sándor
- Gelley Kornél
- Gobbi Hilda
- Helyey László
- Hollósi Frigyes
- Horváth József
- Kátay Endre
- Kun Vilmos
- Litvai Nelli (dramaturg)
- Major Tamás
- Márton András
- Máthé Erzsi
- Molnár Piroska
- Olsavszky Éva
- Papp Zoltán
- Puskás Tamás
- Rajhona Ádám
- Ronyecz Mária
- Sarlai Imre[Mj. 2]
- Simon Zoltán (zenei vezető)
- Sinkó László
- Szacsvay László
- Székely Gábor (igazgató)
- Székely László (díszlettervező)
- Szirtes Ági
- Udvaros Dorottya
- Ujlaki Dénes
- Vajda László
- Végvári Tamás
- Zsámbéki Gábor (művészeti vezető)

### Egykori tagok, vendégek, főiskolások-egyetemisták
A teátrum tagja volt többek között: Garas Dezső, Mádi Szabó Gábor, Básti Juli, Csákányi Eszter, Ternyák Zoltán, Kaszás Gergő, Stohl András, Rába Roland, Haumann Péter
Vendégként fellépett: Törőcsik Mari, Pártos Erzsi, Pap Vera, Csákányi László, Pogány Judit, Tóth Ildikó, Lázár Kati, Csuja Imre, Mácsai Pál.
Főiskolásként-egyetemistaként szerepelt a színház előadásaiban: Zsíros Ágnes, Csányi János, Mundruczó Kornél, Schilling Árpád, Schneider Zoltán, Wéber Kata

## Bemutatók
Lásd: A Katona József Színház bemutatói 1982-

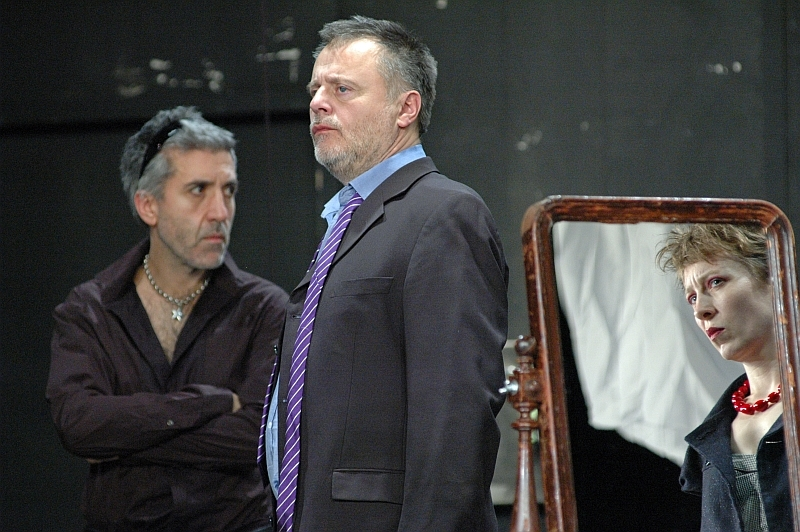
Mizantróp – 2011
A leköszönő igazgató, Zsámbéki Gábor rendezése
Középen az új igazgató: Máté Gábor
Játszótársak: Vajdai Vilmos és Kiss Eszter
Szilágyi Lenke felvétele

A teátrum egyik legsikeresebb darabja a Három nővér, amely 238 alkalommal került színre. Szintén egy Csehov művet, az Ivanovot játszották négy földrész, huszonhárom városában.
A 2018/19-es évadban hat premiert terveztek. A repertoáron további harminchárom előadás szerepelt. Műsoron maradt az 1996-ban bemutatott Elnöknők; valamint a négyszázadik előadáson (2017-ben) túljutó; az 1998–ban színpadra állított Portugál című, Egressy Zoltán darab, amely 20 évvel a bemutató után -napra pontosan- október 18-án, a 423. előadással búcsúzott a közönségtől. A darab a társulat legsikeresebb produkciója; megelőzi a "Top Dogs" (415) és a "Három nővér" (238) darabokat.

### Társulati tagok rendezései
Székely Gábor
- Shakespeare Ahogy tetszik; Coriolanus
- Bulgakov: Menekülés
- Füst Milán: Catullus
- Molière: Mizantróp

Zsámbéki Gábor
- Csehov: A manó;[18] Cseresznyéskert
- Shakespeare: Vízkereszt; Hamlet*; Julius Caesar; A vihar; Macbeth
- Alfred Jarry: Übü király
- Gogol: A revizor
- Brecht: Turandot
- Molière: A fösvény; Tartuffe
- Kleist: Az eltört korsó
- Goldoni: A kávéház; A karnevál utolsó éjszakája
- Gombrowicz: Yvonne
- Euripidész: Médeia
- Caragiale: Elveszett levél

Major Tamás
- Molière: Tudós nők

Ascher Tamás
- Harold Pinter: Hazatérés
- Csehov: Három nővér; Platonov;[19] Ivanov
- Heinrich Böll-Bereményi Géza: Katerina Blum elveszett tisztessége
- Goldoni: Az új lakás
- Pirandello: Ma este improvizálunk
- Werner Schwab: Elnöknők*[20]
- Brecht-Weill: Koldusopera
- William Congreve: Így él a világ
- Ibsen: A vadkacsa
- Ödön von Horváth: Mit csinál a kongresszus?

Gothár Péter
- Bulgakov: Kutyaszív
- Ödön von Horváth: Hit, remény, szeretet
- Shakespeare: Szentivánéji álom
- Bernhard: A színházcsináló*
- Ibsen: Hedda Gabler
- Szophoklész: Trakhiszi nők*

Máté Gábor
- Ramon del Valle-Inclán: Lárifári hadnagy felszarvazása
- Stoppard: Rosencrantz és Guildenstern halott*
- Shakespeare: Szeget szeggel
- Nestroy – Eörsi István – Darvas Ferenc: A talizmán
- Peter Handler: Az óra, amikor semmit nem tudunk egymásról
- Schnitzler: Távoli vidék
- Biljana Sbrljanovic: Sáskák

Bozsik Yvette
- Az estély*; Úrnő*; Várakozás*; Kabaré*; János vitéz; Állatfarm*; Bacchanália*; Commedia dell'arte*

Benedek Miklós
- Budapest Orfeum[21]
- Ivan Kusan-Spiró György-Másik János: Galócza
- Gábor Andor műveiből: Mit ültök a kávéházban?*

Vajdai Vilmos
- Boszorkányok
- Odüsszeusz egy állomás*

Lukáts Andor
- Friedrich Dürrenmatt: A csendestárs*
- Goethe: Stella*

Pelsőczy Réka
- Bikinivonal**

### Vendégrendezők
Salamon Suba László
- Raymond Queneau: Stílusgyakorlatok.[22][23]

Babarczy László
- Dumas–Várady Szabolcs: A három testőr

Csizmadia Tibor
- Dosztojevszkij–Forgách András: A játékos

Ács János
- Heinrich von Kleist: Amphytrion
- Wedekind: Lulu
- Grumberg: Szabad zóna

Szikora János
- Pierre Corneille: L'Illusion Comique
- Botho Strauss: Kalldwey Farce*

Jordán TamásLégy ostoba!
Ivánka Csaba
- Dosztojevszkij–Papp Zoltán: Egérlyuk

Hargitai Iván
- Büchner: Danton halála*

Jeles András
- Victor Hugo–Jeles András: A nevető ember

Zsótér Sándor
- Hauptmann: Henschell fuvaros*
- Shakespeare: Pericles, Tyrus hercege*
- Euripidész: Bakkhánsnők*
- Bernard Marie Koltes: A néger és a kutyák harca*

Bagossy László
- Widmer: Top Dogs*

Schilling Árpád
- Klíma: Alulról az ibolyát*
- Roland Schimmelpfennig: Előtte-utána

### Külföldi rendezők alkotásai
- Jiří Menzel – Gozzi: A szarvaskirály
- Kalle Holmberg – Strindberg: Az apa
- Vladimir Strnisko – Elias Canetti: Esküvő
- Michel Dezoteux – Bernard-Maria Koltes: Roberto Zucco
- Ivo Krobot – Kundera: Jakab meg a gazdája
- Hilda Hellwig – Fallada: Mi lesz veled emberke?
- Silviu Purcarete – Shakespeare: Troilus és Cressida[24]

### Magyar drámák
- Kornis Mihály: Halleluja. Rendező: Zsámbéki Gábor
- Schwajda György: A szent család.[25] Rendező: Zsámbéki Gábor
- Spiró György: Az imposztor; Csirkefej; A koccanás. Rendező: Zsámbéki Gábor
- Esterházy Péter: Kelj fel, Te szemét, itt a kibontakozás... Rendező: Végvári Tamás
- Halász Péter alkotásai: A kínai (Bartók Béla zenéjével)*; Önbizalom* ; Pillanatragasztó*
- Németh Ákos: Müller táncosai*. Rendező: Máté Gábor
- Weöres Sándor: Szent György és a sárkány. Rendező: Zsámbéki Gábor
- Kárpáti Péter: Akárki*. Rendező: Zsámbéki Gábor
- Halász Péter–Kornis Mihály: Hatalom, pénz, hírnév, szépség, szeretet*. Rendező Halász Péter[26]
- Garacz László: Prédales*. Rendező Máté Gábor
- Kiss Csaba: Kisvárosi Lady Macbeth*. Rendező: Kiss Csaba
- Parti Nagy Lajos: Mauzóleum*. Rendező: Máté Gábor
- Egressy Zoltán: Portugál*. Rendező: Lukáts Andor[27]
- Örkény István: Kulcskeresők. Rendező: Máté Gábor
- Jeles András: Szenvedéstörténet*. Rendező Máté Gábor
- Lőrinczy Attila: Balta a fejbe*. Rendező: Máté Gábor
- Tasnádi István: Közellenség*. Rendező: Schilling Árpád
- Hamvai Kornél: Hóhérok hava. Rendező: Ascher Tamás
- Molnár Ferenc: Játék a kastélyban*. Rendező: Máté Gábor
- Weöres Sándor: Szent György és a sárkány. Rendező: Zsámbéki Gábor
- Weöres Sándor: Gilgames*. Rendező: Illés Györgyi
- Vörösmarty Mihály: Csongor és Tünde*. Rendező: Zsótér Sándor
- Vinnai András–Bodó Viktor: Motel Rendező: Bodó Viktor
- Vinnai András–Bodó Viktor: Ledarálnakeltűntem*. Rendező: Bodó Viktor
- Papp András–Térey János: Kazamaták. Rendező: Gothár Péter
- Forgách András: A kulcs*. Rendező: Ascher Tamás
- Kukorelly Endre: Élnek még ezek?* Rendező Máté Gábor
- Vinnai András: Vakond Rendező: Gothár Péter

### Cseh Tamásönálló estjei
- Alkotótárs Bereményi Géza
  - Jóslat (1984. március 15.)[28]
  - A 100. éjszaka (1989. április 7.)
  - Új dalok (1990. szeptember 19.)
  - Nyugati pályaudvar (1992. szeptember 26.)
  - Levél a nővéremnek II. (1994. március 11. Szerző- és előadó-társ: Másik János)
  - Válogatás régi és új dalokból (1995. október 4.)
  - Telihold dalai (1996. november 16.)
- Alkotótárs: Csengey Dénes
  - Mélyrepülés (1986. május 19.)

### A 25. évfordulót ünneplő összeállítások
Notóriusok sorozat:
- Az emberek veszedelmes közelségében*. Rendező: Zsámbéki Gábor
- A rendőrfőnök jó fiú*. Rendező: Máté Gábor
- Rendhagyó Záróra*. Rendező: Pelsőczy Réka
- Halljátok végszavam: ártatlan vagyok!* Rendező: Bezerédi Zoltán
- Becses testüket se hanyagolják el!** Rendező: Bezerédi Zoltán

Jelmagyarázat: * = a Kamrában, ** = a Sufniban

## Díjak, elismerések (2008-ig)
Az elmúlt több mint három évtizedben számos elismerésben részesültek a társulat produkciói, művészei. A hazai díjak (POSZT, Kritikusok-, Csiga...) mellett, külföldön is termett babér a színház számára.
(Az összeállítás a teljesség igénye nélkül készült.)

### Nemzetközi elismerések
- BITEF-nagydíj Belgrád – 1987: Három nővér; 1989: A revizor
- Kritikusok díja Edinburgh – 1993: Az estély, 1996: Két portré, A csodálatos mandarin
- A legjobb idegen nyelvű előadás díja Caracas–Bogotá –1990: Három nővér, A revizor; Párizs – 1990: Platonov: Übü király
- A legjobb előadás díja Fiume – 2002: Bakkhánsnők; Szarajevó – 2004: Ivanov
- A legjobb rendezés díja Szarajevó – 2004: Ivanov (Ascher Tamás); 2005: Ledarálnakeltűntem Fesztivál-fődíj, legjobb rendezés (Bodó Viktor), kritikusok díja
- Fesztivál-nagydíj Toruń – 2002: Kés a tyúkban; 2003: Top Dogs; 2006: Ledarálnakeltűntem 2. díj; továbbá: a legjobb rendezés (Bodó Viktor), a legjobb színész (Keresztes Tamás), a legjobb díszlet (Bagossy Levente).

### Hazai elismerések
- Elnöknők
  - Színikritikusok Díja 1995/1996: legjobb jelmez (Szakács Györgyi)
  - POSZT 1997: a legjobb női alakítás díja: Csákányi Eszter, Pogány Judit, Szirtes Ági
- Portugál
  - Színikritikusok Díja 1998/1999: a legjobb női mellékszereplő (Szirtes Ági); a legjobb férfi mellékszereplő (Varga Zoltán)
- Talizmán
  - Színikritikusok Díja 2000/2001: a legjobb szórakoztató előadás, a legjobb női mellékszereplő: Fullajtár Andrea, a legjobb férfi mellékszereplő: Fekete Ernő
- Koccanás
  - Színikritikusok Díja 2003/2004: a legjobb új magyar dráma: Spiró György
- Top Dogs
  - POSZT 2005: a legjobb rendezés: Bodó Viktor, a legjobb előadás, a legjobb díszlet: Bagossy Levente, a Pesti Műsor díja a legjobb 30 év alatti színésznek (Keresztes Tamás)
  - Színikritikusok Díja 2004/2005: a legjobb díszlet (Bagossy Levente), a legígéretesebb pályakezdő (Keresztes Tamás)
- Ivanov
  - POSZT 2004: a legjobb díszlet (Khell Zsolt);
  - A Fővárosi Önkormányzat Kulturális Bizottságának Színházi Díja, 2004: a legjobb rendezés; a legjobb férfi alakítás (Bezerédi Zoltán)
- Troilus és Cressida
  - POSZT 2006
    - Legjobb díszlet: Helmut Stürmer (a szakmai zsűri díja)
    - Legjobb 30 év alatti színész: Hajduk Károly (a Pesti Műsor díja)
- Trakhiszi nők
  - Vastaps Díj: a legjobb férfi mellékszereplő (Hajduk Károly);
  - Színikritikusok Díja 2006/2007 a legjobb rendezés-díszlet: Gothár Péter; a legjobb női főszereplő: Ónodi Eszter
- A karnevál utolsó éjszakája
  - POSZT 2007 a legjobb rendezés: Zsámbéki Gábor; a legjobb díszlet: Khell Csörsz; Legjobb női epizódszereplő: Fullajtár Andrea; Baranya Megyei Önkormányzat Különdíja: Máthé Erzsi; A MASZK Országos Színészegyesület színészzsűri díja: Legjobb női alakítás: Jordán Adél
  - Vastaps díj: Legjobb női mellékszereplő Fullajtár Andrea; Különdíj: Jordán Adél-Nagy Ervin
  - Színikritikusok díja 2006/2007: a legjobb előadás; a legjobb női mellékszereplő: Fullajtár Andrea; a legjobb jelmez: Szakács Györgyi
- Pisztrángötös
  - Vastaps Díj 2007: a legjobb rendezés: Máté Gábor; a legjobb férfi főszereplő: Bezerédi Zoltán
- Sáskák:
  - Vastaps Díj 2008: a legjobb rendezés: Máté Gábor; a legjobb férfi főszereplő: Elek Ferenc; a legjobb női főszereplő: Pelsőczy Réka; a legjobb férfi mellékszereplő: Haumann Péter; a legjobb női mellékszereplő: Olsavszky Éva

## Külföldi vendégjátékok 1985-
Először Prága látta vendégül a színházat 1985-ben. Azóta öt földrészen negyven ország 93 városának nézői láthatták a társulat előadásait.

## DVD és videó kiadványok

### DVD[30]
- Csehov: Három nővér (Rendező: Ascher Tamás)
- Molière: Tartuffe (Rendező: Zsámbéki Gábor)
- Nestroy: A talizmán (Rendező: Máté Gábor)
- Alfred Jarry: Übü király (Rendező: Zsámbéki Gábor)
- Spiró György: Csirkefej (Rendező: Zsámbéki Gábor)
- Ny. V. Gogol: A revizor (Rendező: Zsámbéki Gábor)
- A. P. Csehov: Platonov (Rendező: Ascher Tamás)
- Werner Schwab: Elnöknők (Rendező: Ascher Tamás)
- A. P. Csehov: Ivanov (Rendező: Ascher Tamás)
- V. Szigarjev: Fekete tej (Rendező: Gothár Péter)
- Mi ez a hang? (Dzsesztetés) (Rendező: Máté Gábor)
- Egressy Zoltán: Portugál (Rendező: Lukáts Andor (Előadás és eredeti szövegkönyv)

### VHS
- A manó – A színház első bemutatója, 1983-as TV-felvételen. Szereplők: Rajhona Ádám, Udvaros Dorottya, Csonka Ibolya, Olsavszky Éva, Sinkó László, Papp Zoltán, Szirtes Ágnes, Horváth József, Vajda László, Cserhami György, Gelley Kornél. Rendező: Zsámbéki Gábor. (MTV Televideo Kiadó, 163 perc)
- Csirkefej – Spiró György tragédiája a Katona József Színházban (1987) Szereplők: Gobbi Hilda, Papp Zoltán, Bodnár Erika, Vajda László, Csomós Mari, Varga Zoltán, Vajdai Vilmos, Ujlaki Dénes, Eperjes Károly, Ronyecz Mária, Zsíros Ágnes, Szalai Kriszta; Rendező: Zsámbéki Gábor (MTV Televideo Kiadó, 154 perc)
- A három nővér – TV-film Csehov drámájából a Katona József Színház előadásának alapján (1994) Szereplők: Bodnár Erika, Básti Juli, Szirtes Ági, Udvaros Dorottya, Végvári Tamás, Vajda László, Sinkó László, Bán János, Balkay Géza ; Rendező: Ascher Tamás (MTV Televideo Kiadó, 165 perc)